# Le Blé en herbe
Le Blé en herbe, česky Osení, je kniha francouzské spisovatelky Sidonie G. Colettové, publikující jako Colette. První vydání ve francouzštině je z roku 1923.

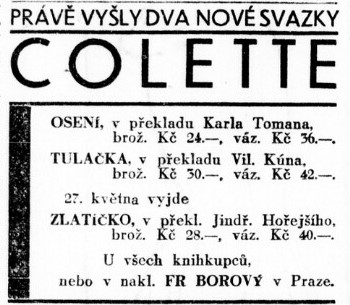
Osení, dobový inzerát 1931

## Příběh
V sedmnácti kapitolách vypráví autorka příběh citového a sexuálního zasvěcení dvou dospívajících pařížských přátel od dětství, kterými jsou šestnáctiletý Phil (v českém vydání Fil) a patnáctiletá Vinca. Příběh se odehrává o prázdninách, na břehu moře v Bretani.

## Česká vydání
- Osení (překlad Karel Toman; Praha, Fr. Borový, 1931)
- Osení (překlad Eva Musilová; Praha, SNKLU, 1961)
- Osení (překlad Eva Musilová; Praha, Lidové nakladatelství, 1976)

Překlad Karla Tomana ocenily Lidové noviny pro „...nesetřený pel básnických epizod.“

## Film
- Režisér Claude Autant-Lara natočil v roce 1954 podle románu stejnojmenný francouzský film. Ve vedlejší roli se zde objevil Louis de Funés.[2]
- V roce 1990 byl podle románu natočen televizní film.[3]